# 百家类例
《百家类例》，是唐朝时期孔至撰写的一本谱牒学著作，分为十卷。

## 经过
乾元元年（758年），著作郎孔至撰写《百家类例》十卷。书的序言说：“因为婚姻承继家业，世代为官周备详尽。大谱所纪的，只尊崇官位清显，用传记记载根源。分为十卷，于是排列了一百个家族。其中的分析和裁决，各自在那个家族注释说明。总计一百个家族，以陇西李氏排名第一。” 孔至撰写《百家类例》，排列全国的家族姓氏，以燕国公张说是近代的新兴家族，没有进入百家之中。张说的儿子驸马张垍当时受到皇帝的宠信，见到孔至的《百家类例》，愤怒的说：“多事的人！天下的族姓，关你什么事？却要妄自制造上升和下降？”张垍的弟弟张埱素来和孔至友善，就以实相告。当初孔至写完《百家类例》后，将成书送给当时的谱学宗师工部侍郎韦述看，韦述说这本书可以流传。等到孔至听到张垍的话害怕了，想要再度增删修改，韦述说:“孔至停下，大丈夫奋笔写成一家之书，将成为此后千年的楷模，怎么能随他人的言论而动摇呢？就是一死罢了，有什么可改的？”孔至于是不再更改。当时韦述和萧颖士、柳冲都撰写了《百家类例》，而孔至的《百家类例》最精致  。

## 其它
郑肃之女的墓志中，记载本家族出自荥阳郑氏北祖第二房，墓志提到孔至《百家类例》所记载七姓十家中，本家族注释下描述为婚娶不混杂，在各个家族中很独特，但是官位冷落萧条，所以荥阳郑氏北祖第二房的门第屈居于范阳卢氏之下。
出自太原王氏大房的王涣墓志中记载，王涣六代祖王子奇在开元年间被推为保住家族门户的人，被记载于《百家类例》中。